# Conseil départemental du Haut-Rhin
1800–1871
1919–2021
Entités précédentes :
- création

Entités suivantes :
- Collectivité européenne d'Alsace

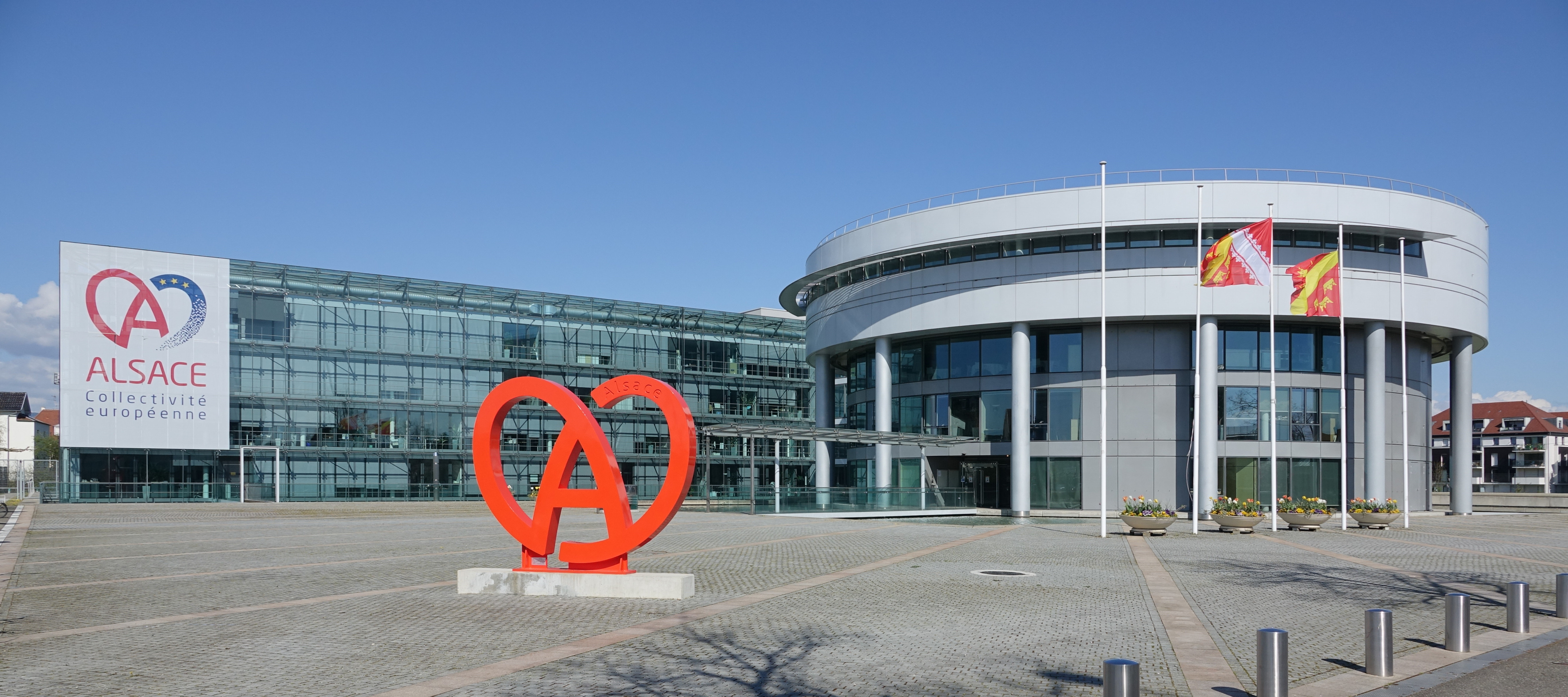
Siège du conseil départemental à Colmar (aujourd’hui siège de la collectivité européenne d’Alsace).

Le conseil départemental du Haut-Rhin — conseil général du Haut-Rhin jusqu’en 2015 — était l'assemblée délibérante du département français du Haut-Rhin, collectivité territoriale décentralisée. Elle comprenait 34 conseillers départementaux issus des 17 cantons du Haut-Rhin. Son siège se trouvait 100 avenue d'Alsace à Colmar. 
Il a été remplacé, conjointement au conseil départemental du Bas-Rhin, par l'assemblée d'Alsace le 1er janvier 2021, à la suite de la création de la collectivité européenne d'Alsace. Les membres du conseil départemental du Haut-Rhin conservent  leur mandat au sein de la nouvelle assemblée.

## Composition

### En 2020
| Parti                                | Sigle | Elus |
| ------------------------------------ | ----- | ---- |
| Majorité                             |       |      |
| Les Républicains                     | LR    | 15   |
| Divers droite                        | DVD   | 10   |
| Union des démocrates et indépendants | UDI   | 6    |
| Divers gauche                        | DVG   | 1    |
| Opposition                           |       |      |
| Parti socialiste                     | PS    | 1    |
| Présidente du conseil départemental  |       |      |
| Brigitte Klinkert (DVD)              |       |      |

| Canton                           | Conseiller                         | Parti | Parti         | Groupe | Groupe                                       |
| -------------------------------- | ---------------------------------- | ----- | ------------- | ------ | -------------------------------------------- |
| Canton d'Altkirch                | Nicolas Jander                     |       | UDI           |        | Groupe UDI et indépendants                   |
| Canton d'Altkirch                | Sabine Drexler                     |       | DVD           |        | Groupe UDI et indépendants                   |
| Canton de Brunstatt              | Daniel Adrian                      |       | DVD           |        | Groupe Unis pour le Haut-Rhin                |
| Canton de Brunstatt              | Bernadette Groff                   |       | UDI           |        | Groupe UDI et indépendants                   |
| Canton de Cernay                 | Raphaël Schellenberger (2015-2017) |       | LR            |        | Groupe Unis pour le Haut-Rhin                |
| Canton de Cernay                 | Pascal Ferrari (depuis 2018)       |       | DVD           |        | Groupe Unis pour le Haut-Rhin                |
| Canton de Cernay                 | Annick Luttenbacher                |       | LR            |        | Groupe Unis pour le Haut-Rhin                |
| Canton de Colmar-1               | Yves Hemedinger                    |       | LR            |        | Groupe Unis pour le Haut-Rhin                |
| Canton de Colmar-1               | Martine Dietrich                   |       | LR            |        | Groupe Unis pour le Haut-Rhin                |
| Canton de Colmar-2               | Éric Straumann                     |       | LR            |        | Groupe Unis pour le Haut-Rhin                |
| Canton de Colmar-2               | Brigitte Klinkert                  |       | LR puis DVD   |        | Groupe Unis pour le Haut-Rhin                |
| Canton d'Ensisheim               | Michel Habig                       |       | LR            |        | Groupe Unis pour le Haut-Rhin                |
| Canton d'Ensisheim               | Betty Muller                       |       | DVD           |        | Groupe Unis pour le Haut-Rhin                |
| Canton de Guebwiller             | Alain Grappe                       |       | LR            |        | Groupe Unis pour le Haut-Rhin                |
| Canton de Guebwiller             | Karine Pagliarulo                  |       | DVD           |        | Groupe Unis pour le Haut-Rhin                |
| Canton de Kingersheim            | Vincent Hagenbach                  |       | UDI           |        | Groupe UDI et indépendants                   |
| Canton de Kingersheim            | Josiane Mehlen-Vetter              |       | UDI           |        | Groupe UDI et indépendants                   |
| Canton de Masevaux               | Rémy With                          |       | DVD           |        | Groupe Unis pour le Haut-Rhin                |
| Canton de Masevaux               | Fabienne Orlandi                   |       | DVD           |        | Groupe Unis pour le Haut-Rhin                |
| Canton de Mulhouse-1             | Alain Couchot                      |       | LR            |        | Groupe Unis pour le Haut-Rhin                |
| Canton de Mulhouse-1             | Catherine Rapp                     |       | LR            |        | Groupe Unis pour le Haut-Rhin                |
| Canton de Mulhouse-2             | Philippe Trimaille                 |       | UDI           |        | Groupe UDI et indépendants                   |
| Canton de Mulhouse-2             | Fatima Jenn                        |       | DVD puis LREM |        | Groupe Unis pour le Haut-Rhin                |
| Canton de Mulhouse-3             | Marc Schittly                      |       | LR            |        | Groupe Unis pour le Haut-Rhin                |
| Canton de Mulhouse-3             | Lara Million                       |       | LR puis DVD   |        | Groupe Unis pour le Haut-Rhin                |
| Canton de Rixheim                | Olivier Becht (2015-2017)          |       | DVD           |        | Groupe Unis pour le Haut-Rhin                |
| Canton de Rixheim                | Marc Munck (depuis 2017)           |       | DVD           |        | Groupe Unis pour le Haut-Rhin                |
| Canton de Rixheim                | Patricia Bohn                      |       | DVD           |        | Groupe Unis pour le Haut-Rhin                |
| Canton de Saint-Louis            | Max Delmond                        |       | UDI           |        | Groupe UDI et indépendants                   |
| Canton de Saint-Louis            | Pascale Schmidiger                 |       | LR            |        | Groupe Unis pour le Haut-Rhin                |
| Canton de Sainte-Marie-aux-Mines | Pierre Bihl                        |       | LR            |        | Groupe Unis pour le Haut-Rhin                |
| Canton de Sainte-Marie-aux-Mines | Émilie Helderlé                    |       | DVD           |        | Groupe Unis pour le Haut-Rhin                |
| Canton de Wintzenheim            | Lucien Muller                      |       | LR            |        | Groupe Unis pour le Haut-Rhin                |
| Canton de Wintzenheim            | Monique Martin                     |       | DVD           |        | Groupe Unis pour le Haut-Rhin                |
| Canton de Wittenheim             | Pierre Vogt                        |       | DVG           |        | Groupe UDI et indépendants                   |
| Canton de Wittenheim             | Marie-France Vallat                |       | PS puis DVG   |        | Non-inscrits puis Groupe UDI et indépendants |

### En 2015
| Nom du groupe | Nom du groupe                 | Partis représentés | Président(s)                            | Élus    | Statut     |
| ------------- | ----------------------------- | ------------------ | --------------------------------------- | ------- | ---------- |
|               | Groupe Unis pour le Haut-Rhin | LR                 | Raphaël Schellenberger puis Pierre Bihl | 14 / 34 | Majorité   |
| DVD           | Groupe Unis pour le Haut-Rhin | 11 / 34            | Raphaël Schellenberger puis Pierre Bihl |         | Majorité   |
|               | Groupe UDI et indépendants    | UDI                | Nicolas Jander                          | 6 / 34  | Majorité   |
| DVD           | Groupe UDI et indépendants    | 1 / 34             | Nicolas Jander                          |         | Majorité   |
| DVG           | Groupe UDI et indépendants    | 1 / 34             | Nicolas Jander                          |         | Majorité   |
|               | Non-inscrits                  | PS                 | Néant                                   | 1 / 34  | Opposition |

## Liste des présidents
| Période                            | Période                      | Identité                     | Étiquette                    | Étiquette                    |
| Président du conseil général       | Président du conseil général | Président du conseil général | Président du conseil général | Président du conseil général |
| ---------------------------------- | ---------------------------- | ---------------------------- | ---------------------------- | ---------------------------- |
| 1945                               | 1949                         | Charles Édouard Amiot        |                              | MRP                          |
| 1949                               | 1958                         | Georges Bourgeois            |                              | RPF                          |
| 1958                               | 1958                         | Joseph Wasmer                |                              | MRP                          |
| 1958                               | 1973                         | Georges Bourgeois            |                              | UNR puis UDR                 |
| 1973                               | 1988                         | Henri Goetschy               |                              | UDF                          |
| 1988                               | 1998                         | Jean-Jacques Weber           |                              | UDF                          |
| 1998                               | 2004                         | Constant Goerg               |                              | Divers droite                |
| 2004                               | 2015                         | Charles Buttner              |                              | UMP                          |
| Président du conseil départemental |                              |                              |                              |                              |
| 2015                               | 2017                         | Éric Straumann               |                              | UMP puis LR                  |
| 2017                               | 2017                         | Rémy With (interim)          |                              | Divers droite                |
| 2017                               | 2020                         | Brigitte Klinkert            |                              | Divers droite                |
| 2020                               | 2020                         | Rémy With                    |                              | Divers droite                |

## Identité visuelle

Logo du Haut-Rhin (conseil général) de 2002 à 2005.
Logo du Haut-Rhin (conseil général) de 2005 à 2015.
Logo du Haut-Rhin de 2015 à 2018.
Logo du Haut-Rhin de 2018 à 2020.